# Zum grienen Hüs (Colmar)
Zum grienen Hüs, litt. « à la maison verte » en alsacien, est une maison à colombages du XVe siècle située dans le centre historique de Colmar, dans le Haut-Rhin.
Elle est connue pour avoir été la demeure de l'artiste Caspar Isenmann.

## Localisation
La maison est située au 34 rue des Marchands à Colmar.

## Historique
L'édifice date de 1435.
Elle a été la demeure de Caspar Isenmann, peintre connu pour son Auferstehung Christi, retable de la Passion dont les parties restantes sont conservées au musée Unterlinden.
Il a probablement été le maître de Martin Schongauer.